# (12985) Mattgarrison
(12985) Mattgarrison, désignation provisoire 1980 UW1, est un astéroïde de la ceinture principale découvert en 1980.

## Description
(12985) Mattgarrison a été découvert le 31 octobre 1980 à l'observatoire Palomar, situé au nord de San Diego en Californie, par Schelte J. Bus.

### Caractéristiques orbitales
L'orbite de cet astéroïde est caractérisée par un demi-grand axe de 2,40 UA, un périhélie de 1,93 UA, une excentricité de 0,19 et une inclinaison de 1,65° par rapport à l'écliptique. Du fait de ces caractéristiques, à savoir un demi-grand axe compris entre 2 et 3,2 UA et un périhélie supérieur à 1,666 UA, il est classé, selon la JPL Small-Body Database, comme objet de la ceinture principale.

### Caractéristiques physiques
(12985) Mattgarrison a une magnitude absolue (H) de 14,9 et un albédo estimé à 0,072.

## Étymologie
Cet astéroïde est nommé en l'honneur de Matthew Brian Garrison (1983-).